# ثريا السلطي
ثريا السلطي هي سيدة أعمال أردنية والنائب الأول لرئيس مؤسسة «إنجازات» الناشئين حول العالم لمنطقة الشرق الأوسط وشمال أفريقيا التي تعتبر أكبر منظمة في العالم مكرسة لتعليم الطلاب مفاهيم الاستعداد للانضمام للقوي العاملة وروح المبادرة والعناية بالشؤون المالية. يذكر أنه قبل انضمامها إلى «إنجاز»، عملت ثريا على تطبيق نموذج مايكل بورتر للتنمية الاقتصادية في الأردن. فهي حاصلة على بكالوريوس في الاقتصاد والمحاسبة وقد انضمت إلى برنامج الماجستير لإدارة الأعمال التنفيذية الدولية لجامعة نورث وسترن. وقد تم الاعتراف دولياً بمبادرات ثريا في مجال تنظيم المشاريع الاجتماعية حيث فازت بجائزة الريادة الاجتماعية لعام 2009 من مؤسسة سكول، فضلاً عن جائزة القائد العالمي الشاب من المنتدى الاقتصادي العالمي وجائزة صاحب المبادرة الاجتماعية لعام 2006 من مؤسسة شواب لدعم روح المبادرة الاجتماعية.

## الوفاة
توفيت ثريا في حادث غامض مع شقيقتها يوم 6 من شهر تشرين الثاني 2015، فاشيع بانهما انتحرتا بالقفز من أعلى بناية قيد الإنشاء في منطقة بعيدة عن منطقة سكنهم وأشارت التحقيقات الاولية بان شبهة الانتحار وارده، لكن الغموض يكمن في سر اختيار الموقع وفي سر تواجد الاختين مع بعضهما في هذه الحالة، مما عزز فرضية جريمة القتل